# Ingrun Helgard Möckel
Ingrun Helgard Möckel (1942 – 1977) è stata una modella tedesca, vincitrice del titolo di Miss Europa 1961.

## Biografia
Studentessa di medicina presso Baden-Baden, il 29 maggio 1960 la diciottenne Ingrun Helgard Möckel fu incoronata Miss Germania. Nel corso dello stesso anno partecipò anche a Miss Universo, che si tenne a Miami, in Florida il 9 luglio, e dove giunse sino alle semifinali, ed a Miss Mondo, che si tenne a Londra il 10 novembre e dove si classificò al quarto posto. Il 6 giugno 1961 fu incoronata Miss Europa a Beirut, nel Libano.
Dopo i concorsi di bellezza, la Möckel intraprese la carriera della modella internazionale, grazie ad un contratto con l'agenzia Ford Models. Nel 1966 sposò Johannes Neckermann, responsabile dell'ufficio marketing della ditta di suo padre, con cui andò a vivere a Francoforte nel 1967. La coppia ha avuto tre figli Markus (1967), Julia (1969) e Lukas (1975). Nel 1977, Ingrun Helgard Möckel è morta in seguito a un incidente stradale.